# Kościół św. Marcina w Jawiszowicach
Kościół św. Marcina – drewniany barokowy kościół znajdujący się w Jawiszowicach w powiecie oświęcimskim, znajdujący się na szlaku architektury drewnianej województwa małopolskiego.

## Historia
Kościół parafialny św. Marcina w Jawiszowicach zbudowano w 1692 r., na miejscu spalonego wcześniejszego kościoła z 1511 r., który, jak głosi przekaz ludowy, został, prawdopodobnie przypadkowo, podpalony przez syna ówczesnego organisty.

## Galeria

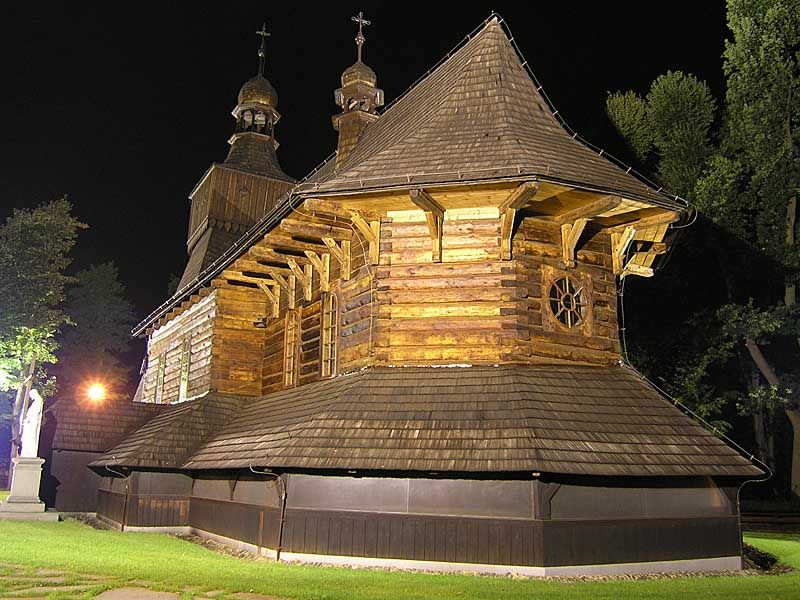
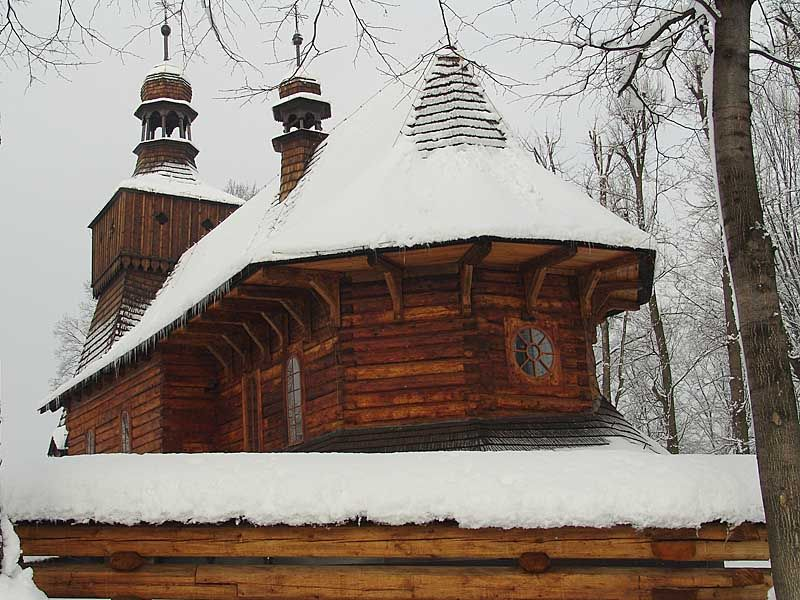
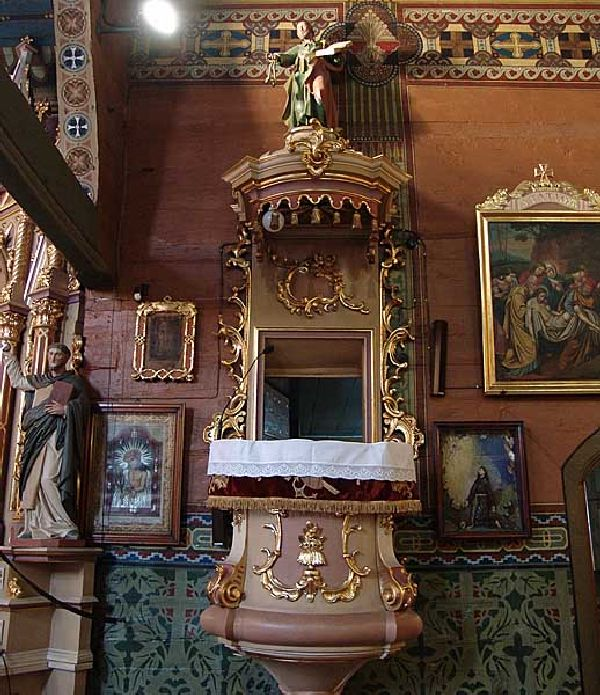
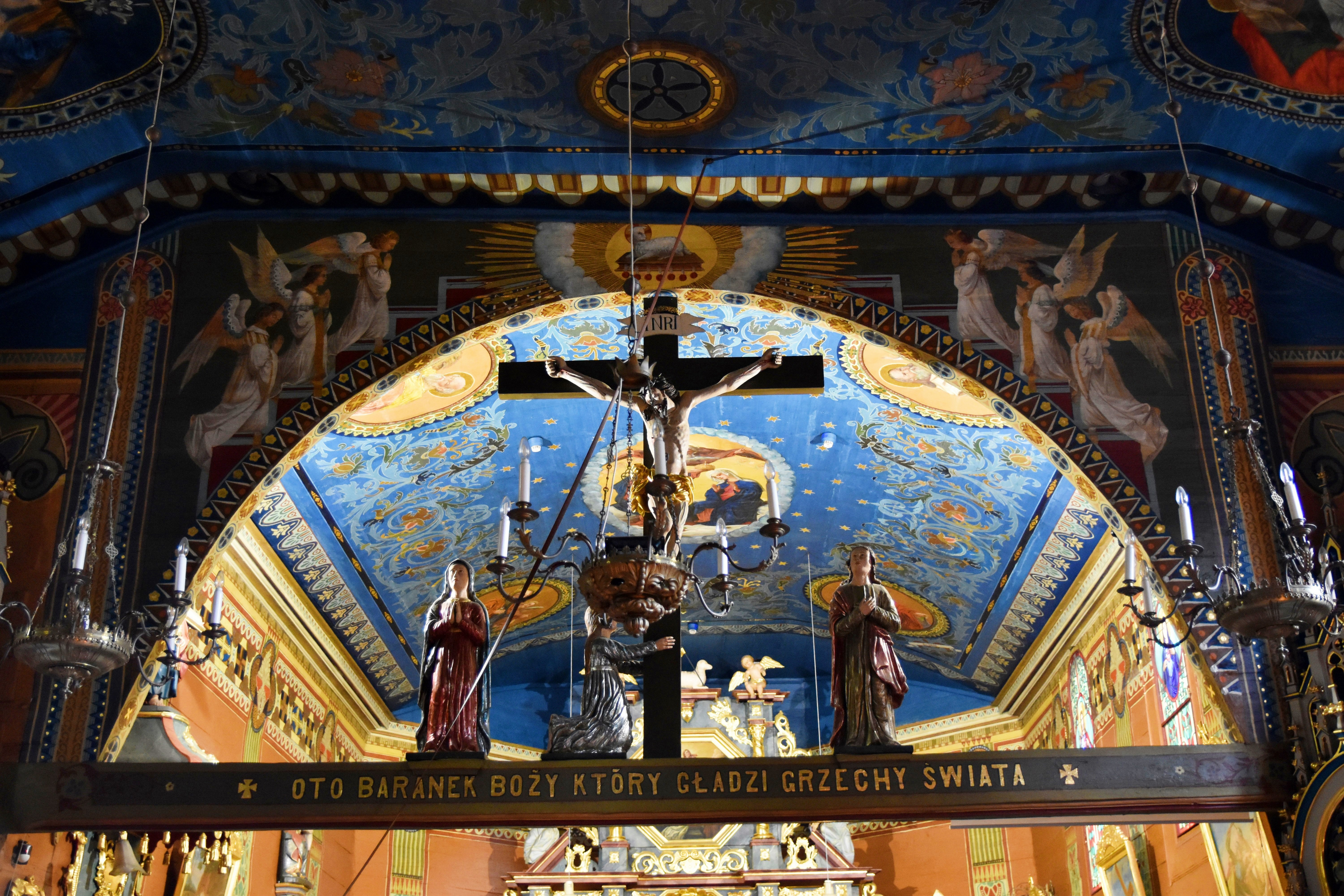

## Architektura
Kościół parafialny św. Marcina jest jednonawowy, konstrukcji zrębowej, podbity gontem. Świątynia otoczona jest zamkniętymi podcieniami (sobotami).

## Wnętrze
We wnętrzu znajdują się trzy ołtarze (główny i dwa boczne). Ołtarz główny pochodzi prawdopodobnie z ok. 1700 r., a ołtarze boczne z XIX wieku. Prezbiterium kościoła nakrywa płytkie pozorne sklepienie kolebkowe, a nawę strop. Na profilowanej belce tęczowej pomiędzy nawą i prezbiterium umieszczony jest barokowy krucyfiks oraz posągi Matki Boskiej, św. Jana Ewangelisty i św. Marii Magdaleny. Ambona jest rokokowa. Stalle są późnobarokowe, a konfesjonał z figuralnymi malowidłami na zaplecku i na drzwiach jest wczesnobarokowy. Ciekawym zabytkiem jest kamienna kropielnica o charakterze ludowym, wykonana zapewne w XVII w. W kościele znajduje się też kilka obrazów barokowych.